# Japetić Star Party
Japetić Star Party je tradicionalni godišnji star party (druženje u svrhu zajedničkog promatranja s teleskopima) susret hrvatskih astronoma, u organizaciji AD Beskraj iz Zagreba. Redovno se od 1999. do 2007. godine održavao na vrhu Japetić (Samoborsko gorje) kod Jastrebarskog. Zbog porasta svjetlosnog zagađenja i bolje povezanosti, od 2007. Japetić Star Party se održava na Petrovoj gori pod nazivom Petrova gora Star Party (PGSP).
JSP i PGSP se obično održavaju krajem kolovoza ili početkom rujna svake godine. Na Star Partyu sudjeluju mnogi astronomi amateri iz cijele Hrvatske i susjednih zemalja gdje donose svoju astronomsku opremu radi uspoređivanja, razmjene iskustava i znanja.